# Chiridota hydrothermica
Espèce
Chiridota hydrothermica est une espèce d'holothuries (concombres de mer) abyssales de la famille des Chiridotidae.

## Description
C'est une apodidée plutôt large, avec un corps cylindrique pouvant mesurer jusqu'à 26 cm voire plus. Douze tentacules buccaux relativement courts rayonnent autour de la bouche qui est terminée par des disques aux digitations courtes ; ces tentacules sont supportés par une couronne calcaire robuste. La couleur est mal définie (comme souvent pour les organismes abyssaux), oscillant entre un rosâtre et un violet bleuté translucides.

## Habitat et répartition
C'est une espèce abyssale, vivant à plusieurs centaines de mètres de profondeur dans le golfe du Mexique.

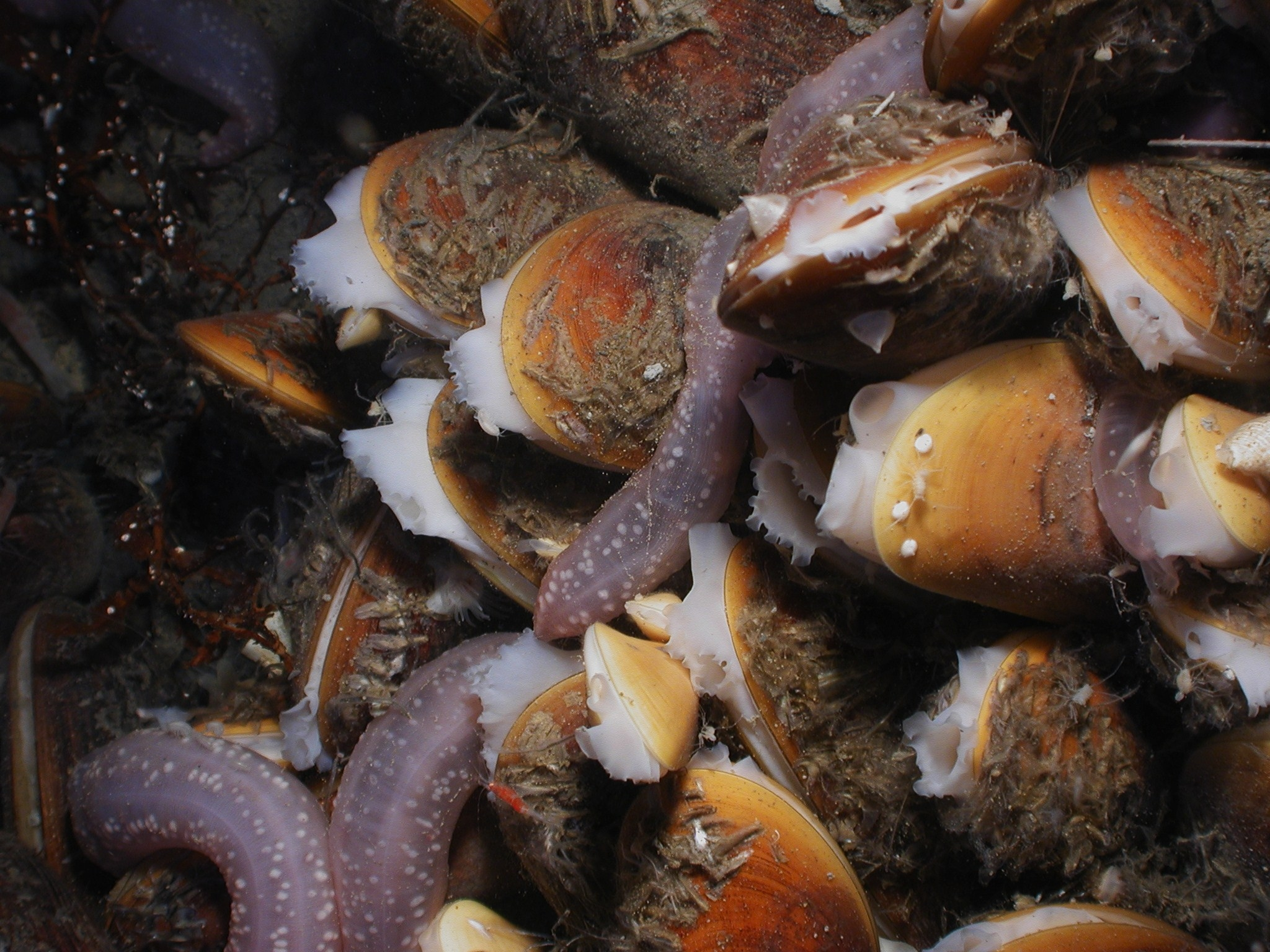
Des Chiridota hydrothermica dans leur environnement naturel.

## Systématique
Le nom valide complet (avec auteur) de ce taxon est Chiridota hydrothermica Smirnov & Gebruk, 2000,.
Chiridota hydrothermica a pour synonyme :
- Chiridota heheva Pawson & Vance, 2004

## Étymologie
Son épithète spécifique, hydrothermica, fait référence à son habitat.

## Publication originale
- (en) A. V. Smirnov, A.V. Gebruk, S.V. Galkin et T. Shank, « New species of holothurian (Echinodermata: Holothuroidea) from hydrothermal vent habitats », Journal of the Marine Biological Association of the United Kingdom, Cambridge, Cambridge University Press, vol. 80, no 2,‎ avril 2000, p. 321-328 (ISSN 0025-3154 et 1469-7769, OCLC 1756690, DOI 10.1017/S0025315499001897, lire en ligne).